# Accident ferroviaire de Westerpark

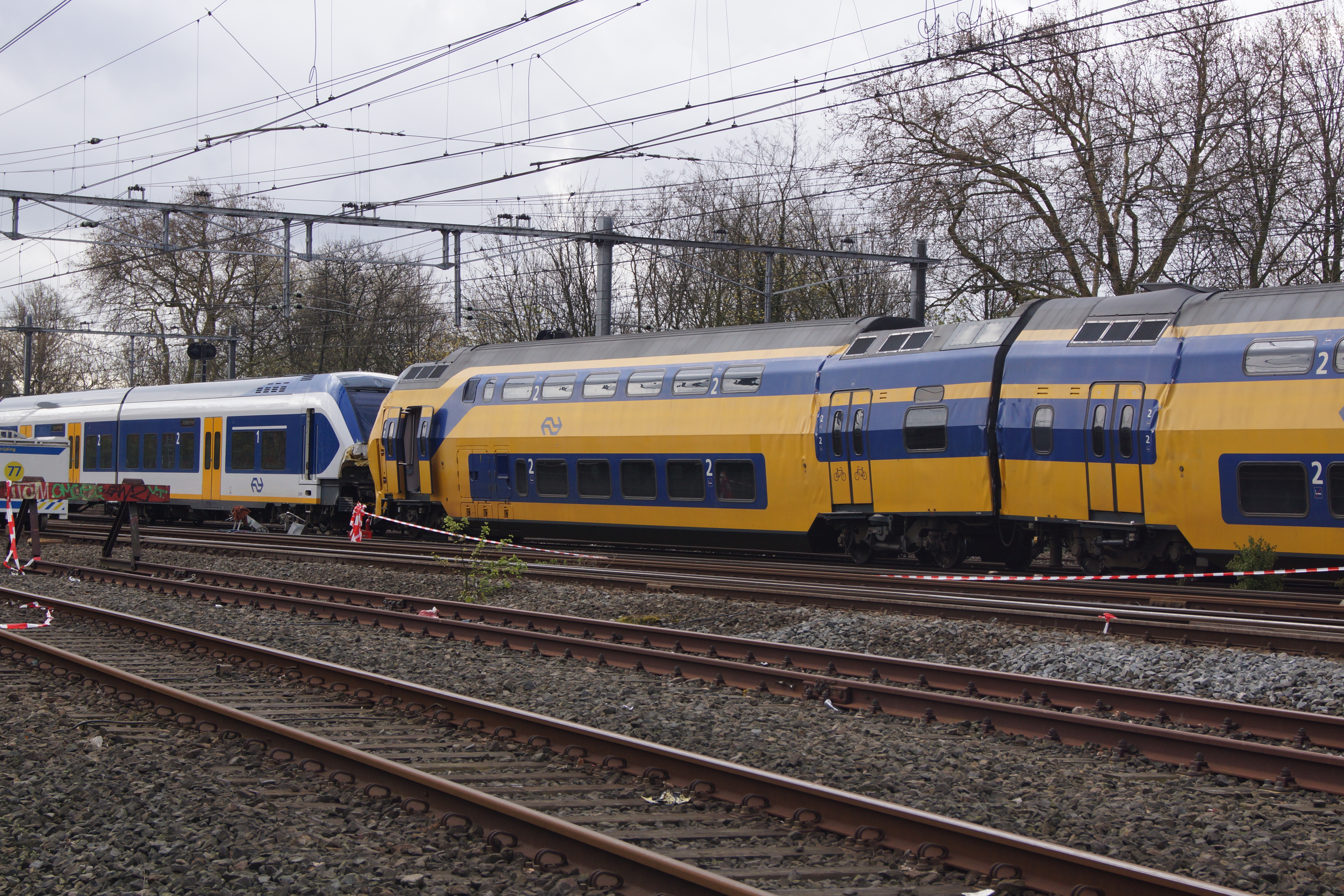
Image des deux trains entrés en collision frontale.

Le 21 avril 2012, un accident ferroviaire survient à Westerpark, près de Sloterdijk, à l'ouest d'Amsterdam, Pays-Bas. Deux trains entrent en collision frontale à 18 h 30 heure locale (16 h 30 UTC). Environ 117 personnes ont été blessées, soixante sont hospitalisées le même jour, l'une d'entre elles est déclarée morte plus tard à l'hôpital.

## Description
Tôt dans la soirée, en pleine pointe vespérale, un train (le NS Sprinter Lighttrain) quitte la gare d'Amsterdam Centraal et entre en collision avec un autre train, le NS VIRM, sur la même voie. Les premiers rapports estiment 33 à 125 blessés dont 20 blessés graves. Le nombre se réduit à 117 blessés (13 dans un état critique, 43 ou 44 blessés graves et moins de 60 blessés légers),,,. Le 22 avril, une femme de 68 ans meurt des suites de ses blessures. Le maire d'Amsterdam, Eberhard van der Laan, s'exprime en ces mots : « Nous pensons aux familles des victimes. Nous leurs souhaitons de rester forts malgré ces terribles pertes, ». Le 24 avril, huit personnes restaient hospitalisées,.